# Xanthotis macleayanus
El mielero de Macleay o melífago de rayas amarillas (Xanthotis macleayanus) es una especie de ave paseriforme de la familia Meliphagidae endémica de Australia. Tiene una distribución limitada dentro de Australia, viviendo sólo en el norte de Queensland, desde Cooktown hasta el extremo sur de las montañas Paluma. Habita en bosques secos y bosques húmedos de tierras bajas. Su nombre conmemora a William John Macleay, naturalista, zoólogo, herpetólogo y político australiano.